# Bandeira da Jugoslávia
A designação bandeira da Jugoslávia implica as bandeiras do Reino da Jugoslávia e da República Socialista Federal da Jugoslávia.

## Reino da Jugoslávia

A bandeira nacional e insígnia do antigo Reino da Jugoslávia era "azul-branca-vermelha de orientação horizontal desde o mastro". A insígnia civil era como a histórica bandeira pan-eslava aprovada na conferência pan-eslava de Praga em 1848.
A insígnia naval do Reino da Jugoslávia era azul-branca-vermelha com o brasão de armas menor do reino: Num terço do comprimento da insígnia estará o brasão de armas estatal com a coroa. A altura das armas e da coroa (sem o globo e a cruz) será metade da altura da insígnia.
As bandeiras do Reino da Jugoslávia foram oficialmente usadas de 1922 até à ocupação do reino pelas potências do Eixo em 1941. Após a ocupação, a bandeira foi usada oficialmente pelo governo reconhecido no exílio, representantes diplomáticos, e pelos Aliados até 1945. Durante a Segunda Guerra Mundial o Exército Jugoslavo na Pátria (também conhecidos por Chetniks) usou esta bandeira.

### Outras bandeiras do Reino da Jugoslávia

Insígnia naval do Reino da Jugoslávia
Estandarte Real (anos de 1920-1937)
Estandarte da patente de Marechal
Estandarte da patente de General
Estandarte da patente de General-de-divisão
Estandarte da patente de Brigadeiro General General

## República Socialista Federal da Jugoslávia

1:2

A bandeira da extinta República Socialista Federal da Jugoslávia (RSFJ) consistia de três bandas horizontais iguais apresentando as cores Pan-Eslavas com uma estrela vermelha, símbolo do Comunismo, bordada de amarelo no centro da bandeira.
Foi criada durante a Segunda Guerra Mundial ao substituir o brasão real da bandeira do Reino da Jugoslávia pela estrela vermelha do Comunismo. Depois da guerra, tomou a sua forma definitiva ao se aumentar a estrela, e bordá-la de amarelo.
A bandeira era hasteada nos edifícos governamentais juntamente com a bandeira da república socialista respectiva e com a bandeira da Liga de Comunistas. Devido a isto, muitos edifícios na antiga Jugoslávia ainda têm três pólos para bandeiras.
A bandeira foi substituída pela bandeira da República Federal da Jugoslávia, mais tarde bandeira da Sérvia e Montenegro, idêntica, exceptuando a estrela vermelha que foi removida.

### História

Bandeira dos Partidários Jugoslavos, adoptada em 1945 para a Jugoslávia Democrática Federal (subsequente RSFJ). Proporção da bandeira: 1:2

### Bandeiras das Repúblicas Socialistas Jugoslavas

Bandeira da República Socialista da Bósnia e Herzegovina
Bandeira da República Socialista da Croácia
Bandeira da República Socialista da Eslovénia
Bandeira da República Socialista da Macedónia
Bandeira da República Socialista de Montenegro
Bandeira da República Socialista da Sérvia

### Outras bandeiras da RSFJ

Insígnia civil. Proporção: 2:3
Insígnia naval. Proporção: 2:3
Jaco naval. Proporção: 2:3
Estandarte Presidencial da RSFJ. Proporção: 1:1